# Допамін (фільм)
«Допамін» (англ. Dopamine) — американська комедійна мелодрама 2003 року, повнометражний режисерський дебют Марка Десени, який також виступив співсценаристом стрічки разом із Тімоті Брайтбахом.
Світова прем'єра стрічки відбулася 23 січня 2003 року на кінофестивалі «Санденс» .
Через відверті та сексуальні сцени, зображення вживання алкоголю та цигарок, а також надмірне використання матюків в американському кінопрокаті фільм отримав рейтинг «R», що для осіб, котрі не досягли 17-річного віку, передбачає обов'язкову присутність на кіносеансі дорослого .

## Сюжет
Головний герой стрічки, Ренд, працює розробником програмного забезпечення у Сан-Франциско в період економічного розквіту комп'ютерної техніки. Він та його колеги, Вінстон і Джонсон, створюють іграшку, якій дають ім'я «Кой Кой». Це робот у вигляді домашньої тварини, що має штучний інтелект і може реагувати на голос власника.
Любовне життя Ренда не дуже успішне, зокрема, через те, що його батько з тих пір, як у його матері виявили хворобу Альцгеймера, неодноразово говорив йому, що любов є лишень рядом хімічних реакцій. але одного прекрасного дня Ренд заходить до бару після роботи й зустрічає там виховательку дошкільняк Сару, до якої його сильно вабить. Коли його компанія проводить ринкові тести його кібер-іграшки для маленьких дітей, Ренд зустрічає Сару знову, і їх одразу ж тягне одне до одного. Незважаючи на різні думки стосовно хімічної природи кохання, Ренд і Сара починають роман, який ставить їхні теорії на випробовування .

## У ролях
- Джон Лівінґстон — Ренд
- Сабріна Ллойд — Сара Макколі
- Бруно Кемпос — Вінстон
- Рубен Ґранді — Джонсон

## Нагороди
Загалом стрічка отримала 1 нагороду , зокрема:
- Кінофестиваль «Санденс» (2003)
  - Приз за художній фільм імені Альфреда П. Слоуна

## Номінації
Загалом стрічка отримала 1 номінацію, зокрема:
- Кінофестиваль «Санденс» (2003)
  - Ґран-прі журі за драматичний фільм